# Mars 2MW-3 No. 1
Mars 2MW-3 No. 1 (również: Sputnik 24) – radziecka sonda kosmiczna wystrzelona 4 listopada 1962, której zadaniem było wylądowanie na powierzchni Marsa.
W 260 sekundzie lotu nastąpiła usterka w systemie ciśnieniowym. Spowodowała kawitację w rurociągu utleniacza i pompie ciekłego tlenu, oraz uszkodzenie pompy paliwa w 292 sekundzie lotu. Jakkolwiek sonda i stopień ucieczkowy (Block L) osiągnęły orbitę parkingową, silne wstrząsy trzeciego stopnia spowodowały wypadnięcie bezpiecznika i niemożność odpalenia silnika stopnia ucieczkowego. Radary amerykańskiego systemu wczesnego ostrzegania przed pociskami balistycznymi zaobserwowały pięć dużych fragmentów sondy i członów rakiet. Ostatnie pozostałości sondy spaliły się w atmosferze Ziemi 19 stycznia 1963.
Masa sondy wraz z członem ucieczkowym wynosiła 6500 kg, natomiast sama sonda miała masę 890 kg.
Gdyby misja się powiodła, sonda doleciałaby do Marsa 21 czerwca 1963.